# 5744 Yorimasa
5744 Yorimasa (1990 XP) là một tiểu hành tinh vành đai chính được phát hiện ngày 14 tháng 12 năm 1990 bởi Natori và Urata ở Yakiimo.